# Draksenić
Draksenić je naseljeno mjesto u sastavu općine Bosanska Dubica, Republika Srpska, BiH.

Dana 14. siječnja 1942. godine, u selu su Ustaše i Domobrani počinili masovni pokolj nad lokalnim srpskim stanovništvom. Ubijeno je oko 207 stanovnika, a najviše ih je ubijeno nakon što su okupljeni u lokalnu crkvu i ondje zatučeni ili zaklani. Pokolj su preživjele Anka Pavković i Mara Blagojević, čija su svjedočanstva o tom događaju kasnije zabilježena. Primjerice, na jednome mjestu Anka Pavković kaže: 
Stigli smo pred crkvu. Tu je već njih troje bilo zaklano... Na ulazu u crkvu stoje dvojica ustaša i propuštaju nas dotjerane. Ulazimo u crkvu. Vidimo više ustaša sa obje strane, nedaleko od vrata... i tako su nas opkolili. Kako smo nailazili počeli su da nas bodu bajonetima. Zadobila sam desetak rana po vratu, glavi i po rukama. Udarali su nas bajonetima, kundacima i ašovima. Padali smo jedni na druge pod udarcima i ubodima. Ali oni su nastavili i dalje da nas bodu. Pored ubijanja vršili su i druga nedjela, napastvovanja i silovanja... Ja sam pala sa grupom oko mene... Čuo se plač djeteta Milana Petkovića. Ustaše su mu prišle i udarile kundakom u glavu. Bio je to dječačić star godinu, a možda i manje.
Time se selo Draksenić ističe kao primjer stradavanja srpskog stanovništva na području Bosanske Dubice i Kozare od strane ustaškog režima tokom Drugoga svjetskoga rata.

## Stanovništvo
| Draksenić          |              |              |              |
| godina popisa      | 1991.        | 1981.        | 1971.        |
| Srbi               | 685 (94,48%) | 645 (92,80%) | 755 (96,54%) |
| Hrvati             | 6 (0,82%)    | 11 (1,58%)   | 12 (1,53%)   |
| Muslimani          | 1 (0,13%)    | 0            | 6 (0,76%)    |
| Jugoslaveni        | 26 (3,58%)   | 38 (5,46%)   | 8 (1,02%)    |
| ostali i nepoznato | 7 (0,96%)    | 1 (0,14%)    | 1 (0,12%)    |
| ukupno             | 725          | 695          | 782          |